# Шполянский завод запасных частей
Шполянский завод запасных частей (укр. Шполянський завод запасних частин) — промышленное предприятие в городе Шпола Шполянского района Черкасской области Украины.

## История
Завод запасных частей был построен в 1967 году в соответствии с восьмым пятилетним планом развития народного хозяйства СССР, первый производственный корпус был введён в эксплуатацию в 1968 году и в сентябре 1968 года произвёл первую продукцию. После окончания строительства на основе строительного отдела завода была создана строительная организация ПМК-257.
В 1973 году завод выпустил продукции на сумму 1,2 млн. рублей.
В 1988 году было завершено строительство цеха по изготовлению прицепов для легковых автомобилей.
В советское время завод являлся филиалом Мытищинского машиностроительного завода и входил в число ведущих предприятий города. 
После провозглашения независимости Украины государственное предприятие было приватизировано и преобразовано в открытое акционерное общество.
29 июля 1996 года собственником завода стала российская компания ОАО "Метровагонмаш", после чего завод был реорганизован в общество с ограниченной ответственностью.
Завод изготавливал узлы и запчасти к вагонам метрополитена (тормозные цилиндры и блоки; тормоза для старых вагонов метрополитена и вагонов нового поколения "Яуза", "Русич", электропоездов и рельсовых автобусов; гасители колебаний для вагонов метрополитена и железнодорожного транспорта). 
2013 год завод завершил с чистой прибылью 2,2 млн. гривен.
Летом 2014 года началасть проверка деятельности завода прокуратурой Украины.
2014 год завод завершил с чистой прибылью 2,7 млн. гривен.
22 декабря 2014 года хозяйственный суд Черкасской области начал рассмотрение дела признании недействительным решение исполнительного комитета Шполянского городского совета о передачи права собственности на имущественный комплекс Шполянского завода запасных частей ОАО "Метровагонмаш" в 1996 году и в мае 2015 года это решение было отменено.
Первое полугодие 2015 года завод завершил с чистым убытком 2,4 млн. гривен.
22 февраля 2016 года завод был возвращён в государственную собственность.